# مدينة النجوم (روسيا)
زفيوزدنيي غوردوك (بالروسية: Звёздный Городок) أو مدينة النجوم هي منطقة في مقاطعة موسكو أوبلاست في روسيا وتضم مركز يوري غاغرين لتدريب رواد الفضاء.

## تاريخ
بالنسبة لمعظم تاريخ المركز يخضع لسلطة الجيش السوفيتي ثم الروسي. ومع ذلك في أغسطس 1996، وبسبب التغييرات في التشريعات أصبح المركز تابعاً لكل من وزارة الدفاع وروسكوزموس. وبقي هذا الوضع حتى 1 أكتوبر 2008م، عندما أعيد تنظيم المركز وإخضاعه مباشرة إلى روسكوزموس. نتيجة لذلك جرى تغيير وضع أراضي مركز التدريب الفضائي من عسكري إلى مدني. وأقيم تشكيل إقليمي إداري مغلق على أراضي البلدة العسكرية المغلقة. في 19 يناير 2009 أصدر بوريس جروموف، حاكم إقليم موسكو، قراراً حول البلدة العسكرية إلى مستوطنة حضرية.